# Coccidiphila
Coccidiphila ist eine Gattung der Schmetterlinge aus der Familie der Prachtfalter (Cosmopterigidae).

## Merkmale
Die Vertreter der Gattung sind kleine bis sehr kleine Falter. Der Kopf ist glatt beschuppt. Die Fühler sind 3/4 so lang wie die Vorderflügel. Die Labialpalpen sind zylindrisch und gestreckt. Die Vorderflügel sind schmal lanzettlich und haben eine Grundfärbung, die von fahl gelb bis rötlich ockerfarben reicht und mehr oder weniger dunkelbraun überhaucht ist. Die Zeichnung der Vorderflügel besteht aus einem breiten dunkelbraunem Costalstrich und einer sehr schräg nach außen verlaufenden, dunkelbraunen Binde, die vom Flügelinnenrand bis zum Apex verläuft. Die Hinterflügel sind geradlinig.
Bei den Männchen ist das Tegumen kurz und breit. Die Brachia sind unterschiedlich lang. Das rechte Brachium ist lang und häufig gekrümmt. Das linke Brachium ist kurz und zapfenförmig. Die Valven sind länglich und weiten sich distal. Die Valvellae sind lang und schmal, gekrümmt oder hakenförmig. Der Aedeagus ist kurz und breit. Das Coecum penis hat ein Paar Vorstülpungen.
Bei den Weibchen sind die Apophyses posteriores ebenso lang oder etwas länger wie die Apophyses anteriores. Das Sterigma ist groß, sklerotisiert, rundlich und häufig mit lateralen Fortsätzen versehen. Der Ductus bursae ist membranös, ziemlich breit und ungefähr halb so lang wie das Corpus bursae. Das Corpus bursae ist eiförmig.

## Verbreitung
Die Arten der Gattung Coccidiphila  sind hauptsächlich im Westen der Paläarktis beheimatet.

## Biologie
Die Raupen fressen Eier von Schildläusen, gelegentlich entwickeln sie sich auch im Detritus oder in Früchten.

## Systematik
In Europa ist die Gattung Coccidiphila  mit sechs Arten vertreten. Je eine Art ist in Indien, Südafrika, den Vereinigten Arabischen Emiraten und in Südamerika beheimatet.
- Coccidiphila danilevskyi Sinev, 1997 – Spanien
- Coccidiphila gerasimovi Danilevsky, 1950 – Georgien
- Coccidiphila kasypinkeri Traugott-Olsen, 1986 – Kanarische Inseln
- Coccidiphila ledereriella (Zeller, 1850) – Italien
- Coccidiphila nivea Koster, 2010 – Vereinigte Arabische Emirate
- Coccidiphila patriciae J. Nel & A. Nel, 2000 – Teneriffa
- Coccidiphila riedli Traugott-Olsen, 1986 – Kanarische Inseln
- Coccidiphila silvatica (Meyrick, 1917) – Region Kumaon in Indien
- Coccidiphila stegodyphobius (Walsingham, 1903) – Südafrika
- Coccidiphila violenta (Meyrick, 1916) – Britisch-Guayana

Coccidiphila charlierella – von Real 1989 anhand eines einzigen männlichen Exemplars beschrieben –  wurde 1997 mit Phyllonorycter millierella (Staudinger, 1871) synonymisiert.
Aus der Literatur ist folgendes Synonym bekannt:
- Batrachedropsis  Amsel, 1955

Die Typusart der Gattung ist Coccidiphila gerasimovi.

## Belege
1. 1 2 3 4 5 6 7 8 9  J. C. Koster, S. Yu. Sinev: Momphidae, Batrachedridae, Stathmopodidae, Agonoxenidae, Cosmopterigidae, Chrysopeleiidae. In: P. Huemer, O. Karsholt, L. Lyneborg (Hrsg.): Microlepidoptera of Europe. 1. Auflage. Band 5. Apollo Books, Stenstrup 2003, ISBN 87-88757-66-8, S. 133 (englisch).
2. 1 2  Coccidiphila bei Fauna Europaea. Abgerufen am 30. Januar 2012
3. ↑  J. C. Koster (2010): Oder Lepidoptera, family Cosmopterigidae. In: A. van Harten (Hrsg.): Arthropod fauna of the United Arab Emirates. ISBN 9789948156161
4. ↑  J. C. Koster (2010): The genera Cosmopterix Hübner and Pebobs Hodges in the New World with special attention to the Neotropical fauna (Lepidoptera: Cosmopterigidae). Zool. Med. Leiden 84 (10), S. 251–575, ISSN 0024-0672.